# Бивио ди Сан Бјађо (Сијена)
Бивио ди Сан Бјађо је насеље у Италији у округу Сијена, региону Тоскана.
Према процени из 2011. у насељу је живело 342 становника. Насеље се налази на надморској висини од 508 м.